# Зуззу
Зуззу (д/н— бл. 1740 до н. е.) — великий цар (руба'ум рабі'ум) Раннього хеттського царства.

## Життєпис
Представник правлячого роду міста-держави Анкува. Ймовірно його батько був союзником або залежним царем (руба'ум) від Анітти, руба'ум рабі'ум. Висловляється думка, що Зуззу був одружений з донькою останнього.
Після смерті Анітти близько 1750 року до н. е. зумів повалити його спадкоємця Перуву, прийнявши титул великого царя. Напевне у хеттів ще були сильни традиції матріархату, тому родич по жіночій лінії (Зуззу) мав більше прав на трон.
Те, що Зуззу називав себе руба'ум рабі'ум Анкуви свідчить про те, що він переніс столицю у міста Неса до Анкуви. Йому підпорядувався Тутхалія, син або інший близький родич (небіж) Анітти, що бувнамісником Куссара.
Втім захоплення влади Зуззу спричинило повстання в підкорених раніше Аніттою державах хеттів та споріднених племен. Є свідчення, що війська царства Шалатуара (Салатівара) атакували Несу, яку сплюндрували або завдали суттєвого удару. Загалом з окремих уривків на скельних напиах та відомостей з табличках аккадських купців з Неси дослідники роблять висновок, що в правління Зуззу відбулася часткова деорганізація Ранньохеттської держави. Зуззу разом з сином «начальником сходів» (рабі сіммільтім) Ештар-ібра було повалено Тутхалією.